# Arbeitsgericht Stralsund

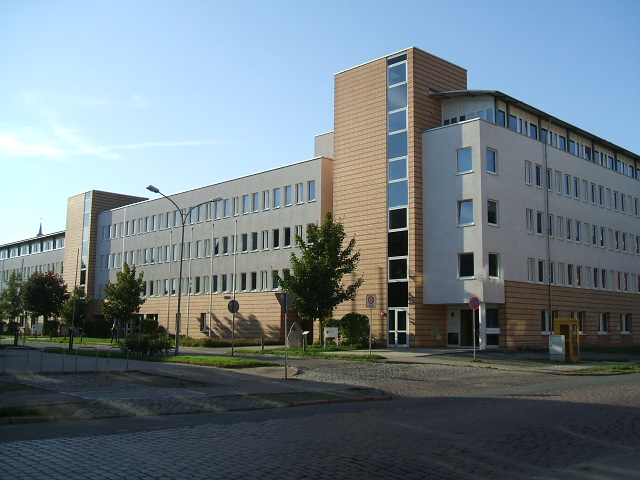
Gemeinsames Gebäude des Landgerichts, Sozialgerichts und Arbeitsgerichts Stralsund (2006)

Das Arbeitsgericht Stralsund ist ein Gericht der Arbeitsgerichtsbarkeit des Landes Mecklenburg-Vorpommern.

## Gerichtssitz und -bezirk
Das Gericht hat seinen Sitz in Stralsund. Gerichtstage wurden bis zum Inkrafttreten der Gerichtsstrukturreform am 6. Oktober 2014 im Amtsgericht Anklam abgehalten. Der Gerichtsbezirk umfasste bis zum 6. Oktober 2014 das Gebiet der Altkreise Rügen, Nordvorpommern, Ostvorpommern und der Hansestadt Greifswald.
Das Arbeitsgericht Neubrandenburg wurde durch die Gerichtsstrukturreform aufgelöst und auswärtige Kammern des Arbeitsgerichtes Stralsund dort eingerichtet. Der Gerichtsbezirk umfasst seitdem das Gebiet der Landkreise Mecklenburgische Seenplatte, Vorpommern-Greifswald und Vorpommern-Rügen.

## Gebäude
Das Gericht befindet sich im Justizzentrum am Frankendamm 17 gemeinsam mit dem Landgericht Stralsund und dem Sozialgericht Stralsund. Die auswärtigen Kammern in Neubrandenburg sind im Gebäude des ehemaligen Arbeitsgerichts Neubrandenburg unter der Anschrift Südbahnstraße 8 a zu finden.

## Übergeordnete Gerichte
Dem Arbeitsgericht Stralsund sind das Landesarbeitsgericht Mecklenburg-Vorpommern und im weiteren Rechtszug das Bundesarbeitsgericht übergeordnet.

## Geschichte
Gemäß Arbeitsgerichtsgesetz vom 23. Dezember 1926 wurden in Deutschland Arbeitsgerichte gebildet. Diese waren nur in der ersten Instanz organisatorisch selbstständige Gerichte, die Landesarbeitsgerichte waren den Landgerichten zugeordnet. Am Landgericht Stettin entstand so 1927 das Landesarbeitsgericht Stettin als eines von zwei Landesarbeitsgerichten im Bezirk des Oberlandesgerichtes Stettin. In Stralsund entstand das Arbeitsgericht Stralsund. Sein Sprengel umfasste die Bezirke der Amtsgerichte Barth, Bergen auf Rügen, Demmin, Franzburg, Grimmen, Loitz, Stralsund und Treptow an der Rega. Es bestand jeweils eine Kammer für Arbeiter, für Angestellte und für Handwerk.
Nach der Besetzung Deutschlands durch die Alliierten wurden 1945 zunächst alle Gerichte geschlossen. Die ordentlichen Gerichte wurden schon bald wieder eröffnet, während die Arbeitsgerichte zunächst außer in Hamburg nicht wieder eingerichtet wurden, so dass arbeitsgerichtliche Streitigkeiten von den ordentlichen Gerichten erledigt werden mussten. Gemäß Kontrollratsgesetz 21 sollten in Deutschland Arbeitsgerichte aufgebaut werden. In Stralsund wurde das Arbeitsgericht neu gebildet. In der DDR bestanden 1952 bis 1963 Arbeitsgerichte auf Kreis- und Bezirksebene. Nachdem diese 1963 in die Kreis- und Bezirksgerichte integriert worden waren, gab es keine gesonderten Arbeitsgerichte mehr.
Nach dem Zusammenbruch der DDR wurden mit dem Gerichtsstrukturgesetz vom 19. März 1991 wieder Arbeitsgerichte geschaffen, und in Stralsund entstand das heutige Arbeitsgericht neu.